# Сааведра, Альваро де

Маршрут путешествия Альваро де Сааведры

А́льваро де Сааве́дра Серо́н (исп. Álvaro de Saavedra Cerón; умер 1529, Тихий океан) — один из европейских исследователей Тихого океана.

## Биография
Дата и место его рождения точно неизвестны. Так как в 1526 году он сопровождал своего родственника — Эрнана Кортеса — в Новую Испанию, то, предположительно, он родился в Испании в конце XV или в начале XVI века.
В 1527 году Кортес по приказу Карла V от 20 июня 1526 года подготовил экспедицию под началом Альваро де Сааведра, которая должна была найти новые земли в Южных морях. 31 октября 1527 года экспедиция на трёх кораблях отплыла из Сиуатанехо в Новой Испании в сторону Филиппин, но 15 декабря шторм разметал эскадру и в распоряжении Сааведры остался лишь один корабль Флорида. 10 февраля 1528 года Сааведра причалил к достиг островов Антокан и Минданао, а 30 марта — Молуккских островов, где команда высадилась на берег в Тидоре. Там они обнаружили капитана Эрнандо де ла Торре с тридцатью людьми, которые участвовали до этого в экспедиции Гарсиа Хофре де Лоайсы, но потерпели кораблекрушение и жившие на этом острове, обороняясь от португальцев из экспедиции Жоржи ди Менезиша. Местные жители дружелюбно относились к европейцам, помогали им продовольствием, поэтому Сааведра со своими людьми оставались на Тидоре до июня 1528 года.
12 июня 1528 года Сааведра двинулся  в дальнейший путь, пока не достиг северного берега острова Новая Гвинея, где также встретил миролюбиво настроенных местных жителей. После этого экспедиция Сааведры направилась на север, посетив острова Адмиралтейства, Каролинские и Ладронские острова. Он достиг 14º северной широты, где встречный ветер не позволил ему продолжить плавание в сторону Новой Испании, в результате чего он был вынужден повернуть на Миданао, а 19 ноября 1528 года вернуться на Тидоре, где пополнил припасы  и произвёл ремонт судна. Де ла Торре советовал Сааведре обогнуть мыс Доброй Надежды и отправиться в Испанию, но тот был настроен вернуться в Новую Испанию. 22 апреля 1529 года Испания продала Молуккские острова Португалии, что вынудило Сааведру покинуть Тидоре 3 мая 1529 года. Он направился к Каролинским островам, затем далее — к южной Японии и достиг 26º северной широты. Примерно там, посреди Тихого океана Альваро де Сааведра умер. Оставшаяся в живых часть команды в количестве 31 человека под командованием Педро де Ласо вернулись на Ладронские острова, куда добрались живыми только 23 человека. Бо́льшая их часть в дальнейшем погибла в испано-португальских столкновениях за контроль над Молуккскими островами.